# Geschützter Landschaftsbestandteil Gehölzbestand an der K 69
Der Geschützte Landschaftsbestandteil Gehölzbestand an der K 69 liegt an der Kreisstraße 69 zwischen Meerhof und Essentho im Stadtgebiet von Marsberg. Das Gebiet wurde 2008 mit dem Landschaftsplan Marsberg durch den Kreistag des Hochsauerlandkreises als Geschützter Landschaftsbestandteil (LB) ausgewiesen. Der LB liegt zum Großteil im Landschaftsschutzgebiet Paderborner Hochfläche und zu einem kleineren Teil im Landschaftsschutzgebiet Randhöhen zwischen Sintfeld und Diemeltal.

## Beschreibung
Der Landschaftsplan führt zum LB aus: „Der Gehölzpflanzung an der Kreisstraße 69 kommt zwischen Essentho und Meerhof trotz ihres für Gehölz-Schutzobjekte relativ geringen Alters eine erhebliche Bedeutung für die Gliederung der weitgehend ausgeräumten Feldflur am Ostrand des Sintfelds zu. Sie wirkt in ihrer exponierten, teilweise leichten Kuppenlage streckenweise als Allee, in anderen Teilen eher heckenartig; stellt dabei aber immer das erste größere Strukturelement östlich der bereits im Kreis Paderborn gelegenen Ausläufer des Fürstenberger Waldes dar. Neben dieser prägenden Funktion im Landschaftsbild bildet sie potenziell einen Rückzugsraum für Kleintiere bei Störungen auf den angrenzenden Landwirtschaftsflächen. Für die weitere Entwicklung ist vor allem die Einhaltung der Parzellengrenzen bei der Ackerbewirtschaftung wesentlich.“

## Schutzzweck
Die Ausweisung als LB erfolgte:
- Zur Erhaltung, Entwicklung oder Wiederherstellung der Leistungs- und Funktionsfähigkeit des Naturhaushaltes
- Zur Belebung, Gliederung oder Pflege des Orts- und Landschaftsbildes
- Zur Abwehr schädlicher Einwirkungen

Das LB stellt, wie die anderen LBs im Landschaftsplangebiet, einen herausragenden Lebensraum für die ökologischen Leistungsfähigkeit des Naturhaushaltes dar. Dient ferner als landschaftsgliederndes und -belebendes Element. Die Ausweisung dient der Abwehr realer oder potenzieller schädlicher Einwirkungen durch Pflanzenentnahme, Relief- oder Gewässerveränderungen usw.